# Henri Stiellemans
Henri François Stiellemans (Brussel, 14 maart 1794 - 24 april 1871) was een Belgisch senator en burgemeester.

## Levensloop
Stiellemans was een zoon van Henri Stiellemans en van Marie-Catherine T'Serstevens.  Hij trouwde met Pauline Deneck.
Hij was directeur en eigenaar van de Bloemmolens van Weerde.
Hij was burgemeester van Weerde van 1836 tot aan zijn dood.
Hij werd liberaal senator voor het arrondissement Brussel, van 1847 tot 1848 en van 1857 tot 1870.